# Седянковці
Седя́нковці (болг. Седянковци) — село в Габровській області Болгарії. Входить до складу общини Габрово.

## Населення
За даними перепису населення 2011 року у селі проживали 47 осіб, з них 43 особи (95,6%) — болгари.
Розподіл населення за віком у 2011 році:
Динаміка населення: